# Phaedon oviformis
Phaedon oviformis är en skalbaggsart som först beskrevs av J. L. Leconte 1861.  Phaedon oviformis ingår i släktet Phaedon och familjen bladbaggar. Inga underarter finns listade i Catalogue of Life.